# Клаес-Інгвар Лагерквіст
Клаес-Інгвар Лагерквіст (нар. 1944) — шведський астроном з Уппсальської астрономічної обсерваторії. Першовідкривач 145 астероїдів. Також він відомий своїми дослідженнями форм і обертальних властивостей малих планет.
Він відкрив три комети: P/1996 R2, C/1996 R3 і 308P/Лагерквіста-Карсенті.
Він також відкрив низку астероїдів, у тому числі троянський астероїд (37732) 1996 TY 68. Астероїд 2875 Лагерквіст, відкритий 11 лютого 1983 року Едвардом Бовеллом у проєкті LONEOS, був названий на його честь.